# Carboxipeptidase

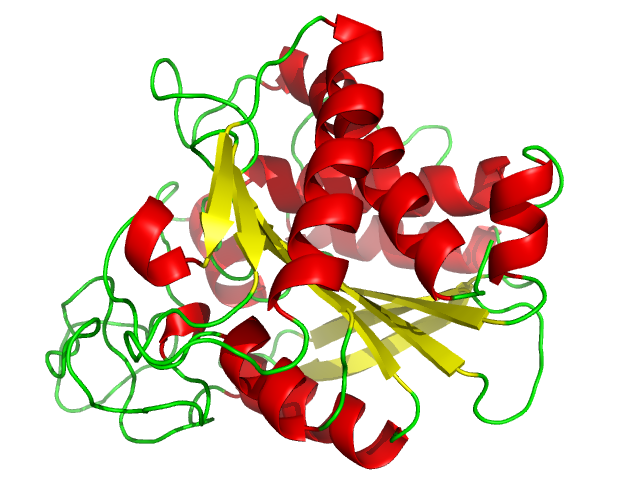
Carboxipeptidase A

Carboxipeptidase (número EC 3.4.16 - 3.4.18) é uma enzima protease que hidrolisa (cliva) uma ligação peptídica na extremidade carboxi-terminal (C-terminal) de uma proteína ou peptídeo. Isto contrasta com as aminopeptidases, que clivam as ligações peptídicas no terminal N das proteínas. Humanos, animais, bactérias e plantas contêm vários tipos de carboxipeptidases que possuem diversas funções que vão desde o catabolismo até a maturação de proteínas. 

## Funções
Os estudos iniciais sobre carboxipeptidases concentraram-se nas carboxipeptidases pancreáticas A1, A2 e B na digestão dos alimentos. A maioria das carboxipeptidases, entretanto, não está envolvida no catabolismo. Em vez disso, ajudam a amadurecer proteínas, por exemplo, na modificação pós-tradução. Eles também regulam processos biológicos, como a biossíntese de peptídeos neuroendócrinos, como a insulina, que requer uma carboxipeptidase. As carboxipeptidases também atuam na coagulação do sangue, na produção de fatores de crescimento, na cicatrização de feridas, na reprodução e em muitos outros processos.